# Elephantimorpha
Elephantimorpha – infrarząd ssaków z podrzędu Elephantiformes w obrębie rzędu trąbowców (Proboscidea).

## Podział systematyczny
Do infrarzędu należy jeden występujący współcześnie parvordo: 
- Elephantida Shoshani, Golenberg & Yang Hong, 1998

Opisano również jeden wymarły parvordo:
- Mammutida Shoshani, Golenberg & Yang Hing, 1998